# Larned
Larned város az USA Kansas államában. Lakosainak száma 3769 fő (2020. április 1.).

## Népesség
A település népességének változása:

| 2010 | 4 054 |
| 2020 | 3 769 |